# Abschuss einer CASA Aviocar der Aerochasqui
Der Abschuss einer CASA Aviocar der Aerochasqui erfolgte am 9. Juli 1991. An diesem Tag wurde ein Regionalverkehrsflugzeug des Typs CASA C-212 Aviocar 200 der Aerochasqui kurz nach dem Start vom Flugplatz Bellavista, Region Loreto (Peru), von Polizeikräften abgeschossen, wobei alle 15 Insassen starben. Die Umstände des Zwischenfalls sind umstritten.

## Flugzeug
Bei der betroffenen Maschine handelte es sich um eine CASA C-212 Aviocar 200 aus spanischer Produktion, die am 20. Januar 1982 ihren Erstflug absolvierte. Die Maschine mit der Werknummer 232 wurde am 12. Februar 1982 an die peruanische Fluggesellschaft SASA ausgeliefert, bei der sie mit dem Luftfahrzeugkennzeichen OB-T-1218 in Betrieb genommen wurde. Im Jahr 1986 übernahm die Aerochasqui die Maschine. Das zweimotorige Regionalverkehrsflugzeug war mit zwei Turboproptriebwerken des Typs Garrett TPE331-10R-511C ausgerüstet.

## Passagiere und Besatzung
Den Inlandslinienflug von Bellavista nach Pucallpa hatten 13 Passagiere angetreten. Es befand sich eine zweiköpfige Besatzung an Bord der Maschine, bestehend aus einem Flugkapitän und einem Ersten Offizier. Auf dem Regionalflug waren keine Flugbegleiter vorgesehen.

## Unfallhergang
Während die Maschine am Flugplatz Bellavista-Huallaga für den Start vorbereitet wurde, versuchten sieben örtliche Polizeibeamte, die Besatzung anzuhalten, da sie einen Drogenschmuggeltransport vermuteten. Verwirrt von der Situation ignorierte die Besatzung die Anweisungen der Polizei und entschied sich für den Start. Kurz nach dem Rotieren wurde das Flugzeug im Anfangssteigflug in einer Höhe von 20 Metern von den Polizeibeamten beschossen. Die Maschine wurde von mehreren Kugeln getroffen, die Besatzung verlor die Kontrolle über das Flugzeug, welches um 16:50 Uhr Ortszeit hinter der Startbahn abstürzte. Alle 15 Insassen wurden getötet. Später stellte sich heraus, dass der Kapitän sofort getötet wurde, während der Erste Offizier, der von fünf Kugeln getroffen worden war, eine Stunde nach dem Unfall starb. Abweichend gab ein Bericht der Los Angeles Times die Zahl der Insassen der Maschine und Todesopfer mit 17 an.

## Unfalluntersuchung
Die Unfalluntersuchung stellte den Beschuss der Maschine durch die Polizeibeamten als ursächlich für den Absturz fest. Zum Zeitpunkt des Zwischenfalls seien zudem alle beteiligten Polizisten betrunken gewesen. Der Eigentümer der Aerochasqui, Paul Fiedler, behauptete dagegen nach dem Zwischenfall, dass sich die Polizeibeamten zum Unfallzeitpunkt selbst im Kokainrausch befunden hätten. Der Verdacht, dass mit der Maschine Drogen geschmuggelt werden, stellte sich zudem als unbegründet heraus. Die Andenregion, in der sich der Zwischenfall ereignete, gilt als eine der Ursprungsregionen des Cocastrauchs.